# Laucha (Turíngia)
Laucha é uma vila e antigo município da Alemanha localizado no distrito de Gota, estado da Turíngia. Pertencia ao verwaltungsgemeinschaft de Hörsel. Desde 1 de janeiro de 2011 é parte do município de Hörsel.

## Demografia
Evolução da população (em 31 de dezembro):
| - 1994 – 510 - 1995 – 520 - 1996 – 525 - 1997 – 532 | - 1998 – 526 - 1999 – 547 - 2000 – 547 - 2001 – 543 | - 2002 – 547 - 2003 – 540 - 2004 – 532 - 2005 – 536 |

Fonte: Thüringer Landesamt für Statistik